# Constantin von Jascheroff
Constantin Schneidenbach von Jascheroff (* 5. März 1986 in Ost-Berlin) ist ein deutscher Schauspieler, Synchronsprecher, Hörspielsprecher, Sänger und Dialogregisseur.

## Leben
Constantin von Jascheroff ist der Sohn von Mario (deutsche Synchronstimme von Micky Maus) und Juana-Maria von Jascheroff. Sein Halbbruder Felix ist ebenfalls Schauspieler, genauso wie seine Großeltern mütterlicherseits Hasso Zorn und Jessy Rameik.
Seit 1995 ist Jascheroff (zunächst als Kinderdarsteller) regelmäßig in Film- und Fernsehproduktionen zu sehen. Sein Debüt gab er 1995 in dem Kinofilm Rennschwein Rudi Rüssel. Für seine Hauptrolle in Falscher Bekenner wurde er 2005 unter anderem mit dem Förderpreis Deutscher Film als bester Darsteller ausgezeichnet. Seit 2007 war er bislang sieben Mal in Gastrollen der Fernsehreihe Tatort zu sehen. 2009 hatte er eine der Hauptrollen in der Fernseh-Komödie Barfuß bis zum Hals.
Als Synchronsprecher ist er unter anderem in Star Wars: Episode I – Die dunkle Bedrohung als deutsche Stimme von Jake Lloyd (als Anakin Skywalker) und in den PS2-Spielen Kingdom Hearts I und II als Sora zu hören. In den ab 2009 produzierten Star-Trek-Filmen lieh er Anton Yelchin in der Rolle des Pavel Chekov seine Stimme.
Am 14. März 2008 erschien das musikalische Debütalbum des Berliners. Dieses nahm er unter dem Pseudonym Conna zusammen mit dem Musiker Doem auf. Auf dem Album sind die Rapper Chagome, St Pain, Dissput und Colos mit Gastbeiträgen vertreten. Die Produktion des Tonträgers, der unter dem Namen Citydreams veröffentlicht wurde, wurde vollständig von dem Hip-Hop-Musiker Woroc übernommen.
Von Jascheroff hat mit 22 Jahren seinen ersten Sohn bekommen.
Seit 2023 ist er mit der Schauspielerin Didem Ercin liiert. Gemeinsam traten sie im Februar 2025 bei der Premiere des Films HAPS in Berlin öffentlich auf.

## Auszeichnungen
- 2005: Förderpreis Deutscher Film als Bester Darsteller für die Hauptrolle des Armin Steeb in dem Film Falscher Bekenner[7]
- 2006: Filmfestival Türkei/Deutschland als Bester Darsteller für seine Hauptrolle in dem Film Falscher Bekenner.[8] Er erhielt den Preis zusammen mit David Kross.

## Filmografie (Auswahl)
- 1995: Rennschwein Rudi Rüssel
- 1995: Babyfon – Mörder im Kinderzimmer (Fernsehfilm)
- 1996: Faust – Kinder der Straße (Fernsehfilm)
- 1997: A.S. (Fernsehserie, Folgen 2x01–2x02)
- 1998: Hallo, Onkel Doc! (Fernsehserie, Folge 5x07)
- 1998: Titus, der Satansbraten (Fernsehfilm)
- 1998: Titus und der Fluch der Diamanten (Fernsehfilm)
- 1999: E-M@il an Gott (Fernsehfilm)
- 2000: Anke (Fernsehserie, Folge 1x07)
- 2001: Die Boegers
- 2003: Sperling – Sperling und der Mann im Abseits
- 2004: Jargo
- 2004: Schloss Einstein (Fernsehserie)
- 2005: SOKO Wismar (Fernsehserie, Folge 1x17)
- 2005: Falscher Bekenner
- 2005: In aller Freundschaft (Fernsehserie, Folge 8x16)
- 2006: Ab morgen glücklich
- 2006: Tatort – Der Lippenstiftmörder
- 2006: Solo für Schwarz – Der Tod kommt zurück
- 2006, 2017: Großstadtrevier (Fernsehserie, Folgen 20x09, 30x11)
- 2006: Krimi.de – Unter Druck
- 2006: Blackout – Die Erinnerung ist tödlich (Fernsehserie)
- 2007: Küss mich, Genosse!
- 2007: Die Familienanwältin – Familienbande
- 2007: KDD – Kriminaldauerdienst – Unversöhnlich
- 2007: Jagdhunde
- 2007: Leroy
- 2007–2010 Notruf Hafenkante (Fernsehserie, 3 Folgen)
- 2007: Tatort – Strahlende Zukunft
- 2008: Tatort – Herz aus Eis
- 2008: Post Mortem – Beweise sind unsterblich (Fernsehserie, Folge 2x07)
- 2009: Die Wölfe (Miniserie, Folge 2)
- 2009: SOKO Köln (Fernsehserie, Folge 5x20)
- 2009: Barfuß bis zum Hals (Fernsehfilm)
- 2009, 2017: Alarm für Cobra 11 – Die Autobahnpolizei (Fernsehserie, Folge 15x06, 22x12)
- 2009: Parkour
- 2010: Picco
- 2010: Killerjagd. Schrei, wenn du dich traust
- 2010, 2013: Der Staatsanwalt (Fernsehserie, Folgen 4x03, 8x02)
- 2010: Countdown – Die Jagd beginnt (Fernsehserie, Folge 1x08)
- 2010: Der Kriminalist (Fernsehserie, Folge 5x03)
- 2010: Emmas Chatroom (a gURLs wURLd, Fernsehserie, Folge 1x10)
- 2010: Tatort – Am Ende des Tages
- 2011: Die Samenhändlerin
- 2011: Tatort – Heimatfront
- 2011, 2022: SOKO Stuttgart (Fernsehserie, Folgen 2x19, 14×07)
- 2011: Tatort – Im Abseits
- 2011: Unter anderen Umständen – Mord im Watt
- 2012: Willkommen im Krieg
- 2012: Kommissar Stolberg (Fernsehserie, Folge 11x01)
- 2013: Systemfehler – Wenn Inge tanzt
- 2014: Nicht alles war schlecht (Dokumentation, Darsteller und Sprecher)
- 2014: Heiter bis tödlich: Hauptstadtrevier (Fernsehserie, Folge 2x01)
- 2014: Einmal Frühling und zurück (Fernsehfilm)
- 2014: Die Dienstagsfrauen – Sieben Tage ohne
- 2014: Frühling in Weiß (Fernsehfilm)
- 2014: Endlich Frühling (Fernsehfilm)
- 2015: Geh doch nach drüben – Wo lag das bessere Deutschland?[9]
- 2015: Einstein (Fernsehfilm)
- 2015: Wilsberg – Bauch, Beine, Po (Fernsehserie, Folge 47)
- 2015: Tatort – Schwerelos
- 2015: Capitan Alatriste – Mit Dolch und Degen (Fernsehserie, 13 Folgen)
- 2015: Küstenwache (Fernsehserie, 2 Folgen)
- 2016: Einfach Rosa – Verliebt, verlobt, verboten (Fernsehfilm)
- 2016: Tatort – Wendehammer
- 2016: Continuity
- 2017: In Wahrheit: Mord am Engelsgraben (Fernsehfilm)
- 2018: Die defekte Katze
- 2018: Ein Fall für zwei (Fernsehserie, Folge 5x01)
- 2018: Dogs of Berlin (Fernsehserie)
- 2018: Klassentreffen 1.0
- 2018: So viel Zeit
- 2019: Ostfriesensünde
- 2019: Als ich mal groß war
- 2019: Stenzels Bescherung
- 2020: Blutige Anfänger – Schokoladenseite
- 2020: Die Diplomatin – Tödliches Alibi
- 2020: Schwartz & Schwartz – Wo der Tod wohnt
- 2022: Das Licht in einem dunklen Haus
- 2024: A Better Place (Fernsehserie)

## Synchronsprecher (Auswahl)

### Filme
- 1997: Die Schöne und das Biest – Weihnachtszauber … als Tassilo
- 1999: Star Wars: Episode I – Die dunkle Bedrohung … als Anakin Skywalker
- 1999: Magnolia … als Dixon
- 2000: Der kleine Vampir … als Rüdiger von Schlotterstein
- 2000: Die Abenteuer von Santa Claus … als Ethan/Megan
- 2003: Popstar auf Umwegen … als Gordo
- 2003: Das Geheimnis von Green Lake … als Alan/Torpedo
- 2005: Sky High – Diese Highschool hebt ab! … als Zach Braun/Zack Attack
- 2006: The Contract … als Chris Keene
- 2007: Transformers … als Miles
- 2008: From Within – Der Nächste bist du … als Aidan
- 2008: Brave Story … als Mitsuru Ashikawa
- 2009: Star Trek … als Chekov
- 2009: Alvin und die Chipmunks 2 … als Jeremy
- 2010: Werwolf wider Willen … als Goran
- 2010: Scott Pilgrim gegen den Rest der Welt … als Wallace Wells
- 2010: Zahnfee auf Bewährung … als Mick Donnelly
- 2010: Konferenz der Tiere … als Erdmännchen
- 2011: Sex on the Beach … als Jay Cartwright
- 2011: Children Who Chase Lost Voices … als Shun für Miyu Irino
- 2012: Angels’ Share – Ein Schluck für die Engel … als Robbie
- 2012: Cosmopolis … als Michael Chin
- 2012: The Place Beyond the Pines … als AJ
- 2013: Beautiful Creatures – Eine unsterbliche Liebe … als Larkin Ravenwood
- 2013: Star Trek Into Darkness … als Chekov
- 2013: Lang lebe Charlie Countryman … als Luc
- 2013: Jack und das Kuckucksuhrherz … als Jack
- 2014: Sex on the Beach 2 … als Jay Cartwright
- 2014: Die Biene Maja – Der Kinofilm … als Eddy
- 2015: Kingsman: The Secret Service … als Gary „Eggsy“ Unwin
- 2015: Avengers: Age of Ultron … als Pietro Maximoff
- 2015: Gänsehaut … als Zach Cooper
- 2015: SMOSH: The Movie … als Anthony Padilla
- 2015: Der kleine Rabe Socke 2 – Das große Rennen … als Biberbruder Henry
- 2015: Der Kaufhaus Cop 2 … als Lane
- 2016: Star Trek Beyond … als Chekov
- 2016 Eddie the Eagle - Alles ist Möglich ... als Michael "Eddie" Edwards
- 2017: Atomic Blonde … als Merkel
- 2017: Valerian – Die Stadt der tausend Planeten … als Major Valerian
- 2017: Kingsman: The Golden Circle … als Gary „Eggsy“ Unwin
- 2018: Mamma Mia! Here We Go Again … als junger Harry
- 2019: Once Upon a Time in Hollywood … als Jay Sebring
- 2019: Jumanji: The Next Level … als Heizungsmonteur
- 2020: Verrückt nach Figaro … als Max Thistlewaite

### Serien
- 1995: Bobo und die Hasenbande … als Bobo
- 1996–2003: Monster aus Versehen … als Warren
- 1998: Kare Kano … als Soichiro Arima
- 2001: Yu-Gi-Oh! … als Ryo Bakura
- 2001–2004: Lizzie McGuire … als Gordo
- 2003–2006: Xiaolin Showdown … als Raimundo
- 2003–2006: Die Save-Ums … als Custard
- 2004–2008: The Wire … als Felicia „Snoop“ Pearson
- 2005: He Is My Master … als Yoshitaka Nakabayashi
- 2005–2006: Power Rangers S.P.D. … als Jack Landors
- 2005–2008: Hier ist Ian … als Ian
- 2006: Air Gear … als Wanijima Agito
- 2006–2008: Yu-Gi-Oh! GX … als Syrus Truesdale
- 2008: Die Ideen Meister … als Dave
- 2008–2014: The Clone Wars … als Kampfdroiden
- 2008: Piets irre Pleiten … als Piet Palme
- 2009–2013: The Super Hero Squad Show … als Iron Man
- 2009–2012: Silex and the City … als URL
- 2008: Sekirei … als Minato Sahashi
- 2010: Planetes … als Hachirōta Hoshino
- 2010–2013: Sally Bollywood … als Doowee McAdam
- 2011–2012: Two and a Half Men … als Eldridge McElroy
- 2011–2016: Downton Abbey … als Tom Branson
- 2013: Die Thundermans … als Evan
- 2014–2020: BoJack Horseman … als Todd
- seit 2014: Inspector Gadget … als Titus
- 2014–2017: Turn: Washington’s Spies … als Benjamin Tallmadge
- 2015–2020: Empire ... als Hakeem Lyon
- 2015: Mit Dolch und Degen … als Charles, Prinz von Wales
- 2015–2017: Narcos … als Steve Murphy
- seit 2016: Miraculous – Geschichten von Ladybug und Cat Noir … als Nathaniel Kurtzberg
- 2016–2019: The OA … als Steve Winchell
- 2016–2018: Trolljäger … als Jim Lake jr.
- 2017–2023: Riverdale … als Archie Andrews
- 2017: Beutolomäus und der wahre Weihnachtsmann … als Beutolomäus
- 2018: Mirai Nikki … als Yukiteru Amano
- 2020: Demon Slayer … als Tanjiro Kamado
- 2021: Tokyo Revengers … als Manjiro Sano
- 2022: Cyberpunk: Edgerunners … als David
- 2023: Dreamzzz … als Dallas

### Videospiele
- 2002: Kingdom Hearts … als Sora
- 2006: Kingdom Hearts II … als Sora

## Hörspiele und Features (Auswahl)
- 2006: Star Wars 6-CD Hörspielbox: Episoden I-VI, Box-Set, Label: Folgenreich (Universal)
- 2011: Wolfgang Herrndorf: Tschick – Regie: Iris Drögekamp (Hörspiel – NDR)
- 2014: Andreas Bick: Bay Area Disrupted – Regie: Andreas Bick (Feature – WDR)
- 2015: Benjamin Lebert: Mitternachtsweg, Gruselkabinett, Titania Medien, ISBN 978-3-7857-5168-8
- 2022 (Audible): In 80 Tagen um die Welt. Das Original-Hörspiel zum Kinofilm, Edel Kids
- 2022: Woodwalkers: Jeffrey Baker

## Diskografie
- 1994: DJ Tobi und die Coolen Kids mit Freiheit für die Ferkel! – Soundtrack zu Rennschwein Rudi Rüssel
- 1997: Titus – Das Album zur Fernsehserie Titus, der Satansbraten
- 1998: Ich bin der Titus! – Maxi-CD zur Serie
- 2008: Citydreams – Album mit Doem